# 구글 이미지 레이블러

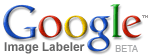
로고

구글 이미지 레이블러(Google Image Labeler)는 사용자가 구글 이미지 검색 결과의 품질을 개선하는 데 도움이 되도록 임의의 이미지에 레이블을 지정할 수 있는 구글 이미지의 게임 형식 기능이다. 2006년부터 2011년까지 온라인 상태였으며 2016년에 다시 출시되었다.

## 역사
루이스 폰 안은 ESP 게임을 개발했는데, 이 게임은 각 사진에 대한 일치하는 레이블이나 통과 신호를 아는 것 외에는 의사 소통 방법 없이 두 사람에게 동시에 이미지를 제공하는 게임이다. ESP 게임은 구글 이미지 레이블러의 형태로 구글에 의해 라이선스를 받았으며 2006년 8월 31일에 이 서비스를 베타로 시작했다.
플레이어는 시간이 지남에 따라 게임에서 다양한 미묘한 변화를 발견했다. 초창기에는 2006년 11월경까지 플레이어가 이미지 위에 마우스를 올려 플레이하는 동안 서로의 추측을 볼 수 있었다. "선천성 학대"가 시작되면 플레이어는 게임이 진행되는 동안 파트너가 이러한 용어를 사용하는지 확인할 수 있다. 게임이 끝날 때만 플레이어가 "파트너의 추측 보기"(see partner's guesses)를 클릭하고 입력한 내용을 알 수 있도록 게임이 변경되었다. 선천적 학대(Congenita abuse)는 2007년 2월 게임 구조의 변경으로 최종 중단되었다. 2007년 처음 몇 달 동안 일반 플레이어는 "로봇" 파트너를 나타내는 이미지 그룹을 같은 순서로 인식하기 시작했다. 이것은 2007년 3월 13일경에 변경된 것으로 보인다. 갑자기 보이는 대부분의 이미지가 새 것이었고 이전 이미지에는 광범위한 출입 금지 목록이 포함되었다.
2007년 5월까지 게임에 근본적이고 실질적인 변화가 있었다. 90초가 아닌 2분이 주어졌다. 이미지당 100점 대신 더 높은 특이성을 보상하기 위해 점수가 변경되었다. "남자"는 50점을 받는 반면 "빌 게이츠"는 140점을 받을 수 있다. 2007년 8월 7일에 또 다른 변경이 이루어졌다. 단순히 일치가 발생할 때 각 일치의 점수 값을 표시하는 대신 게임이 끝날 때 각 일치의 값이 일치하는 단어 옆에 표시되었다. 이를 통해 특정 레이블과 일반 레이블의 정확한 값을 훨씬 쉽게 확인할 수 있다. 2007년 10월 15일에 추가 변경 사항이 관찰되었다. 새 버전이 적용되었다가 철회된 것으로 보인다. 새 버전에서는 플레이어가 레이블을 지정한 이미지만 볼 수 있었던 반면, 이전 버전에서는 게임을 플레이하면서 이미지가 화면 하단에 수집되었다. 다른 변경 사항은 미묘했다. 예를 들어 점수는 새 버전에서는 녹색 글자로, 이전 버전에서는 빨간색으로 표시되었다. 가장 눈에 띄는 변화는 이미지가 바뀌는 동안 시계가 멈춘다는 것인데, 예전에는 플레이 시간 2분에서 기본적으로 그 시간을 빼곤 했다. 변경 사항은 2007년 10월 18일에 완전히 적용된 것으로 보인다.
2011년 9월 구글은 구글 이미지 레이블러, Aardvark, 데스크톱, 패스트 플립, 구글 팩을 비롯한 여러 제품을 중단하겠다고 발표했다. 이 게임은 2011년 9월 16일에 많은 사용자들의 불만으로 종료되었다. 이 게임의 아이디어는 ARTigo의 아트 주석 게임으로 남아 있다.
구글은 2016년에 이미지 레이블러를 다시 출시했다. 새로운 서비스는 게임이 아니다. 사용자가 범주를 선택하면 일련의 이미지가 표시된다. 각 이미지를 살펴보고 올바르게 분류되었는지 여부를 설명한다.